# Lekan
Lekan je priimek več znanih Slovencev:

## Znani nosilci priimka
- Boštjan Lekan (*1966), biatlonec